# Urška Rabič
Urška Rabič (* 20. März 1985 in Mojstrana) ist eine ehemalige slowenische Skirennläuferin. Ihre stärksten Disziplinen waren die Abfahrt und der Super-G sowie die Kombination. Die sechsfache slowenische Meisterin startete von 2004 bis 2008 im Weltcup und fuhr dabei drei Mal unter die schnellsten 20. Von 2005 bis 2007 nahm sie auch an Weltmeisterschaften und Olympischen Spielen teil, wo sie ebenfalls in drei Wettbewerben unter die besten 20 kam.

## Karriere
Erstmals international auf sich aufmerksam machte Rabič 1998 mit dem Sieg im Riesenslalom des Whistler Cups. Ab der Saison 2000/2001 nahm sie an FIS-Rennen teil, zwei Jahre später gelangen ihr dabei die ersten Siege. Von 2002 bis 2005 nahm Rabič an den Juniorenweltmeisterschaften teil. Allerdings sah sie bei ihren insgesamt neun Starts nur drei Mal das Ziel: Nach einem 19. Platz in der Abfahrt 2003 erzielte sie 2004 den siebten Rang in der Abfahrt und 2005 den sechsten Platz im Super-G. Im Jahr 2003 wurde Rabič slowenische Meisterin in der Abfahrt, im Super-G und in der Kombination. In den nächsten drei Jahren gewann sie weitere drei nationale Titel.
Ab Februar 2003 startete Rabič auch im Europacup. Dort erreichte sie von Beginn an mehrmals Platzierungen unter den besten zehn. Im Dezember 2004 gab sie in Lake Louise ihr Weltcupdebüt. Platzierungen in den Punkterängen, also unter den besten 30, blieben zunächst aber die Ausnahme. Dies änderte sich in der Saison 2006/07, als sie vermehrt punkten konnte und mit den Plätzen 12 in der Super-Kombination von Tarvis am 2. März und 18 in der Super-Kombination auf der Reiteralm am 15. Dezember ihre besten Weltcupergebnisse erzielte. Im Super-G war ihr bestes Ergebnis der 20. Platz in Tarvis am 4. März und in der Abfahrt der 24. Rang in Lake Louise am 2. Dezember.
Ab 2005 nahm Rabič auch an Weltmeisterschaften und Olympischen Spielen teil. Bei den Weltmeisterschaften 2005 in Santa Caterina wurde sie 24. in der Abfahrt und 32. im Super-G. Im Mannschaftswettbewerb belegte sie mit dem slowenischen Team den neunten und letzten Platz. Ihr einziges Ergebnis bei den Olympischen Winterspielen 2006 in Turin war der 18. Rang im Super-G. In der Abfahrt und der Kombination schied sie aus. Bei den Weltmeisterschaften 2007 in Åre belegte sie Platz 20 in der Super-Kombination, Rang 23 in der Abfahrt und Platz 24 im Super-G.
In der Saison 2007/2008 verschlechterten sich Rabičs Resultate im Vergleich zum Vorjahr deutlich und sie konnte im Weltcup nicht mehr punkten. Wegen fehlender Unterstützung durch den Slowenischen Skiverband beendete sie 2008 ihre Karriere.

## Erfolge

### Olympische Winterspiele
- Turin 2006: 18. Super-G

### Weltmeisterschaften
- Santa Caterina 2005: 24. Abfahrt, 32. Super-G, 9. Mannschaftswettbewerb
- Åre 2007: 20. Super-Kombination, 23. Abfahrt, 24. Super-G

### Juniorenweltmeisterschaften
- Briançonnais 2003: 19. Abfahrt
- Maribor 2004: 7. Abfahrt
- Bardonecchia 2005: 6. Super-G

### Weltcup
- 3 Platzierungen unter den besten 20

### Europacup
- 1 Podestplatz und weitere sechs Top-5-Ergebnisse

### Weitere Erfolge
- 6-fache slowenische Meisterin:
  - 3× Abfahrt (2003 bis 2005)
  - 1× Super-G (2003)
  - 2× Kombination (2003 und 2006)
- 4 Siege in FIS-Rennen